# Токіта Масанорі
Масанорі Токіта (яп. 鴇田 正憲, нар. 24 червня 1925, Кобе — пом. 5 березня 2004, Хьоґо) — японський футболіст, що грав на позиції нападника.

## Клубна кар'єра
У дорослому футболі дебютував 1950 року виступами за команду клубу «Танабе Фармас'ютікалз», кольори якої і захищав протягом усієї своєї кар'єри гравця, що тривала десять років.

## Виступи за збірну
1951 року дебютував в офіційних матчах у складі національної збірної Японії. Протягом кар'єри у національній команді, яка тривала 9 років, провів у формі головної команди країни лише 12 матчів, забивши 2 голи. Також брав участь у Олімпійських іграх 1956 року.
Помер 5 березня 2004 року на 79-му році життя.

## Статистика
Статистика виступів у національній збірній
| Збірна Японії | Збірна Японії | Збірна Японії |
| Роки          | Ігри          | голи          |
| ------------- | ------------- | ------------- |
| 1951          | 3             | 1             |
| 1952          | 0             | 0             |
| 1953          | 0             | 0             |
| 1954          | 3             | 1             |
| 1955          | 1             | 0             |
| 1956          | 2             | 0             |
| 1957          | 0             | 0             |
| 1958          | 0             | 0             |
| 1959          | 3             | 0             |
| Усього        | 12            | 2             |

## Титули і досягнення
- Бронзовий призер Азійських ігор: 1951